# Parlamento do Paquistão
O Parlamento do Paquistão (Parliament of Pakistan ou مجلس شوریٰ) é a sede do poder legislativo do Paquistão, o parlamento é no formato bicameral composto da Assembleia Nacional e do Senado.

## Assembleia Nacional
A Assembleia Nacional é a câmara baixa do parlamento, é composta de 342 membros eleitos para mandatos de 5 anos, sendo 272 eleitos pelo sistema majoritário, 60 reservados para mulheres, e 10 reservado para autoridades religiosas.

## Senado
O Senado é a câmara alta do parlamento, é composta de 104 senadores que exercem mandatos de 6 anos, os senadores são eleitos pelas assembleis provinciais, pelos territórios federais e por grupos de tenocratas.